# 亞斯諾濟里亞 (溫基夫齊區)
49°8′48″N 27°11′52″E / 49.14667°N 27.19778°E
亞斯諾濟爾亞（烏克蘭語：Яснозір'я）是位於烏克蘭西部的村莊，由赫梅利尼茨基州裡赫梅利尼茨基區的溫基夫齊市鎮負責管轄。該村始建於1493年，面積3.47平方公里，海拔高度263米，2001年人口608。